# Will Völger

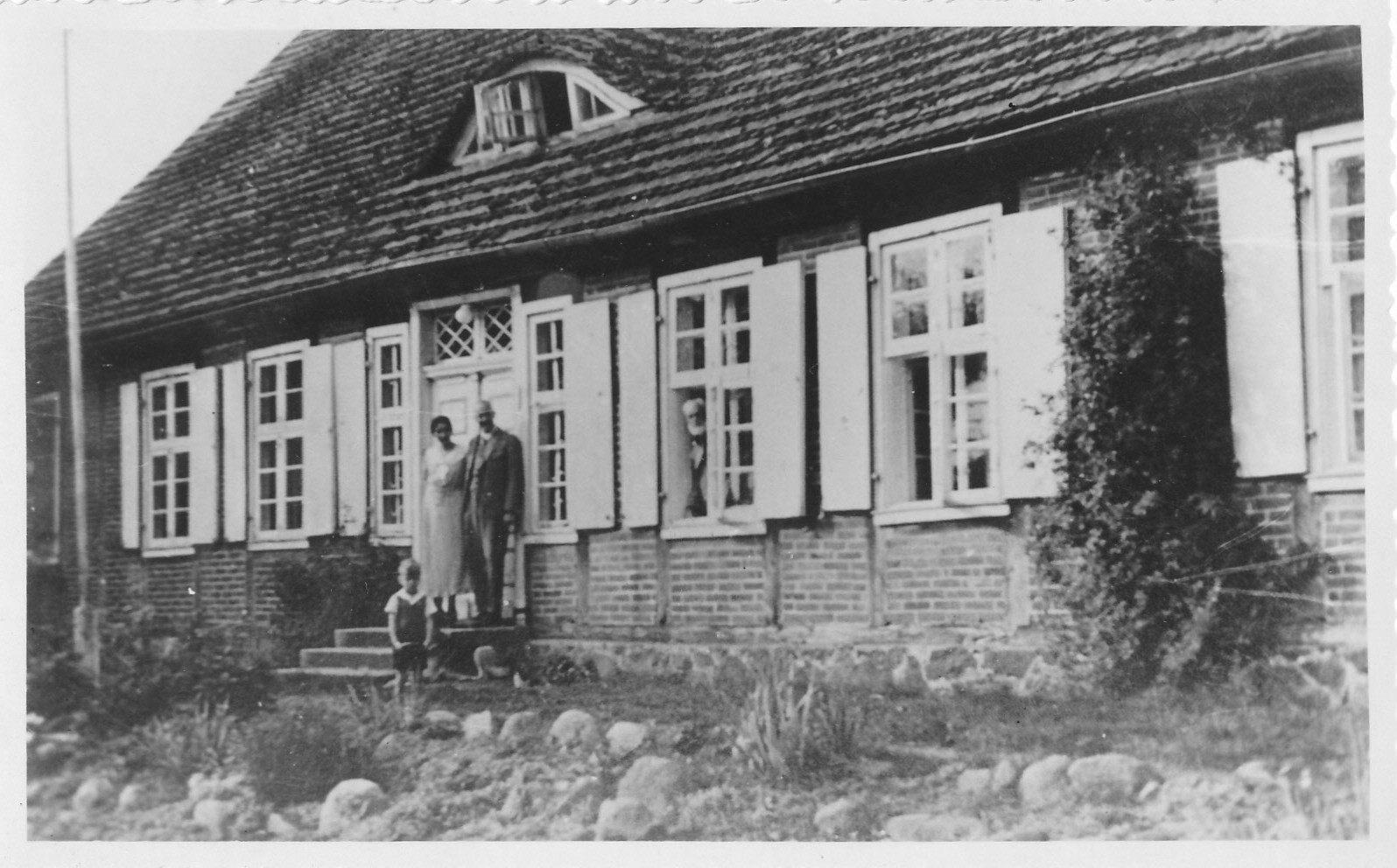
Will Völger mit Frau Hilde und Sohn Peter um 1940 vor dem Pfarrhaus in Katzow

Will Völger, auch Willy oder Willi (* 20. Mai 1893 in Frankfurt am Main; † 15. Januar 1968 in Schlüchtern), war ein deutscher evangelischer Theologe und Sozialethiker.

## Leben
Will Völger, Sohn des Pädagogen Wilhelm Völger, besuchte von 1903 bis 1912 das Realgymnasium in Frankfurt am Main. Von 1912 bis 1914 studierte er an den Universitäten Berlin, Halle, Greifswald und Marburg Theologie. Während des Ersten Weltkriegs war er Soldat. 1920 absolvierte er in Marburg sein erstes theologisches Examen und war dort 1920/1921 Lehrvikar. Danach legte er in Kassel sein zweites theologisches Examen ab.
Von 1922 bis 1923 war Völger Hilfspfarrer bei Gelnhausen und anschließend bis 1926 in Hellstein. Von 1926 bis 1930 arbeitete er als Bezirksjugendpfleger bei der Bezirksregierung Kassel. 1930 wurde er als Professor der Religionswissenschaften an die Pädagogische Akademie in Stettin berufen. 
1932 wurde er Pfarrer in Katzow. 1944/1945 war er inhaftiert. Nach dem Ende des Zweiten Weltkriegs war er 1945 Bürgermeister in Katzow. Dort gründete er eine Ortsgruppe der SPD. Von 1946 bis 1958 war er Mitglied der SED.
Will Völger wurde 1946 Mitglied der Erziehungskammer Ost und 1947 der Schulkammer der EKD. Im selben Jahr wurde er Pfarrer und Propst in Stralsund sowie bis 1953 Mitglied des Theologischen Prüfungsamtes im Konsistorium der Pommerschen Evangelischen Kirche in Greifswald. Von 1953 bis 1963 hatte er einen Lehrauftrag für christliche Sozialethik an der Universität Greifswald. 1965 ging er in den Ruhestand. Bis 1967 lebte er in Katzow und reiste dann nach Schlüchtern in Westdeutschland aus, wo er im folgenden Jahr starb.

## Schriften
- Der faustische Mensch vor Christus. Eine kritische Besinnung. Christiansen, Wolgast 1937.